# نوذر آزادی
نوذر آزادی با نام اصلی نوذر فیروز (۲۹ بهمن ۱۳۱۷ – ۹ اسفند ۱۳۹۹) کارگردان نمایش و هنرپیشه اهل ایران بود.

## زندگی
نوذر آزادی در سال ۱۳۱۷ در کرمانشاه زاده شد. خانواده مادری او از قوم لک و ایل کاکاوند کرمانشاه بودند. نوذر فیروز، برای نام هنری خود از نام خانوادگی مادرش «آزادی» استفاده می‌کرد. پدرش ارتشی و اهل اراک بود و در کرمانشاه مأموریت داشت. نوذر آزادی تحصیلات ابتدایی و متوسطه را در دبستان و دبیرستان کزازی که از مدارس سرشناس کرمانشاه بود به پایان رساند. وی دانش‌آموخته رشته تئاتر از دانشکده هنرهای دراماتیک بود.
نوذر آزادی مدتی به عنوان گوینده و نویسنده در رادیو کرمانشاه کار می‌کرد و در آنجا با پروین دولتشاهی آشنا شد که این آشنایی به ازدواج آنها انجامید.
نوذر آزادی پس از پایان تحصیلات دبیرستان در بانک ملی ایران در کرمانشاه آغاز به کار کرد. او کار در بانک ملی را در کنار کار هنری، ادامه می‌داد. او در تهران معاون شعبه‌های بانک ملی در بلوار الیزابت (بلوار کشاورز کنونی) و خیابان تخت جمشید (خیابان طالقانی کنونی) بود و در میانه دهه ۱۳۵۰ مدیر اداره تبلیغات بانک ملی بود. نوذر آزادی در سال ۱۳۵۹ از بانک ملی بازنشسته شد و به آلمان کوچ کرد.

## اجرای برنامه
نوذر آزادی طی فعالیت‌های خود در تلویزیون ملی ایران اجرای برنامه‌هایی نظیر کنسرت خوانندگان مطرح آن روزگار را عهده‌دار بود.

## بازیگری

### آغاز

پرویز صیاد، مری آپیک و نوذر آزادی

نوذر آزادی، حرفه بازیگری را از ۱۴ سالگی و نمایش در تئاتر کرمانشاه آغاز کرد و از تابستان سال ۱۳۳۷ هم‌زمان در تهران نیز با گروه آناهیتا زیر نظر مصطفی اسکویی بازیگری را ادامه داد.

### پیش از انقلاب
نوذر آزادی و پروین دولتشاهی پس از ازدواج، به تهران کوچ کردند. نخستین کار حرفه‌ای نوذر آزادی در تهران، بازی در دو نمایش رادیویی به کارگردانی بیژن مفید، و نمایش تلویزیونی ایستگاه به نویسندگی و کارگردانی سعید سلطانپور بود. از جمله کارهای شاخص او در تهران و کرمانشاه بازی در نمایش‌هایی چون سرایدار، هرکول و طویله اوجیاس (۱۳۴۷ به کارگردانی حمید سمندریان)، امشب از خود می‌سازیم، ایستگاه، دون ژوان در جهنم به کارگردانی ابراهیم گلستان و اورگاست به کارگردانی پیتر بروک، بازجویی، فال‌گوش، پوشاندن آن‌ها که برهنه‌اند، بیرون جلوی در، کارمندان روزجمعه، کتک خورده و راضی، شش شخصیت درجستجوی نویسنده، کلاهی پراز باران، ویولن ساز کره مونا، مستنطق، کارگردانی نمایش رضا بیک ایمانوردی نوشتهٔ ابراهیم مکی و چند نمایش دیگر است.
آوازه اصلی نوذر آزادی نزد اهالی قدیمی تئاتر و منتقدین آن روزگار بخاطر بازیگری در نمایش‌های مطرحی همچون اورگاست به کارگردانی پیتر بروک و نمایش سرایدار وچند نمایش دیگر است و برای مخاطبان تلویزیون، بیشتر برای بازی در نقش «جعفر قاطبه» است؛ این تیپ/شخصیتِ انتقادی ابتدا در سریالی در گونه کمدی/انتقادی به نام اختاپوس نوشته و کارگردانی پرویز صیاد و به ابتکار هنری نوذر آزادی خلق و با موفقیت اجرا شد و به سرعت در بین بینندگان به محبوبیت رسید و در زمستان سال ۱۳۵۶ با ساخت مجموعه تلویزیونی شش قسمتی ایتالیا ایتالیا به کارگردانی و نویسندگی خودش به اوج پختگی و تکامل رسید. این سریال در نخستین روزهای عید ۱۳۵۷ از تلویزیون ملی ایران پخش شد.
نوذر آزادی همچنین در سریال‌های سرکار استوار، آدم به آدم، تله موش، قماربازان، ساتگین و همچنین چند کار تلویزیونی تک قسمتی مانند کاف‌شو، سامانتا شو ایفای نقش کرده‌است.
همسر او پروین دولتشاهی از هنرمندان تئاتر، تلویزیون و سینما بود که در سریال‌ها و نمایش‌ها و چندین فیلم سینمایی از جمله سریال ایتالیا ایتالیا نیز با هم همبازی بودند.

### پس از انقلاب
نوذر آزادی پس از انقلاب ۱۳۵۷ چندین سفر به اروپا و آمریکا داشت و پیشنهادهای زیادی برای کار دریافت کرد، اما به دلایل مختلف هیچ‌کدام را نپذیرفت. او بیشتر وقت خود را به نقاشی می‌گذراند.

## نمایشگاه نقاشی
در سال ۲۰۱۰ نخستین نمایشگاه از نقاشی‌های نوذر آزادی با نام «رنگین کمان‌های نوذر آزادی» در «گالری سیحون» واقع در شهر لس آنجلس برگزار شد. این نخستین نمایشگاه آثار نقاشی نوذر آزادی در آمریکا بود. برگزاری این نمایشگاه تعداد زیادی از ایرانیان ساکن آمریکا را به این مکان کشانید تا با دیدن این نقاشی‌ها از نزدیک نیز با این بازیگر قدیمی ملاقات کنند.

## فیلم‌شناسی
- صمد و قالیچه حضرت سلیمان (۱۳۵۰) گانگستر عکاس
- خواستگار (۱۳۵۱) دون ژوان
- صمد به مدرسه می‌رود (۱۳۵۲) آقای مدیر
- مظفر (۱۳۵۳) محسن
- صمد آرتیست می‌شود (۱۳۵۳) (طرح فیلم)[۳]
- زنبورک (۱۳۵۴) جوان جستجوگرِ گنج

## برخی از کارهای تلویزیونی
- سرکار استوار (۱۳۴۶)
- اختاپوس (۱۳۵۰) (قاطبه)
- آدم به آدم (۱۳۵۳) (سری اختاپوس)
- کاف‌شو (۱۳۵۴) (ویژه نوروز) (سری اختاپوس)
- ایتالیا ایتالیا (۱۳۵۶) (جعفر قاطبه)
- سامانتاشو (ویژه نوروز)
- اجرای کنسرت بزرگ سیمای ایران (۱۳۵۶) (سالگرد تأسیس تلویزیون ملی ایران)